# Кубок Італії з футболу 1926—1927
Кубок Італії з футболу 1926—1927 — 2-й розіграш Кубка Італії з футболу. У турнірі взяли участь 116 італійських клубів. Турнір був перерваний у 1/16 фіналу.

## Календар
| Раунд        | Дата                         | Матчі | Клуби   |
| ------------ | ---------------------------- | ----- | ------- |
| Перший раунд | 11 листопада - 8 грудня 1926 | 116   | 15 → 91 |
| Другий раунд | 8 грудня 1926 - 6 січня 1927 | 32    | 91 → 59 |
| Третій раунд | 30 січня - 5 червня 1927     | 27    | 59 → 32 |
| 1/16 фіналу  | 3 квітня - 29 травня 1927    | 16    | 32 → 16 |